# Eqrem Basha
Eqrem Basha (ur. 15 listopada 1948 w Debarze w Macedonii) – kosowski i jugosłowiański pisarz, poeta i scenarzysta filmowy, narodowości albańskiej.

## Życiorys
Po ukończeniu szkoły średniej w latach 1967-1971 studiował język i literaturę albańską na Uniwersytecie w Prisztinie. W okresie studiów wydał pierwsze opowiadania i wiersze. Pisał także recenzje filmów fabularnych. W 1972 roku rozpoczął pracę w gazecie Rilindja (Odrodzenie). Dwa lata później przeszedł do TV Prishtina, gdzie odpowiadał za programy kulturalne. Prowadził także dział kulturalny w tygodniku „Koha”.
Kilkakrotnie wyjeżdżał do Francji, pracując nad przekładami dramatów francuskich na język albański. 5 lipca 1990 r. został usunięty z pracy w telewizji. Cztery lata później wraz z Gani Bobi, Rexhepem Ismajli oraz Shkëlzenem Maliqi zakładał wydawnictwo Dukagjini w Peciu. W wydawnictwie tym został redaktorem odpowiedzialnym. Brał udział w międzynarodowych festiwalach poezji (także w Warszawie).
Oprócz utworów poetyckich pisał opowiadania, powieści, scenariusze filmowe i telewizyjne. Tłumaczył z francuskiego (Malraux, Sartre), włoskiego (Giuseppe Ungaretti) i z języków słowiańskich (David Albahari). W 2001 wybrany członkiem Akademii Nauk i Sztuk Kosowa. Obecnie pełni tam funkcję sekretarza sekcji języka i literatury.
W 2017 został laureatem nagrody im. Azema Shkreliego, przyznawanej przez premiera rządu Kosowa twórcom i naukowcom za całokształt twórczości.
W Polsce znany głównie z tłumaczeń jego poezji opowiadającej o zniszczeniu Kosowa.

## Twórczość

### Tomiki poezji
- Opuses e maestros, 1971
- Stacionet e fisnikëve, 1972
- Polip – Ptikon, 1974
- Yjedet, 1977
- Atleti i ëndrrave të bardha, 1982
- Udha qumështore, 1986 (Mleczna droga)
- Brymë në zemër, 1989.
- Poezi, 1990 (Poezja)
- Zogu i zi, 1995 (Czarny ptak)
- Meny ballkanike : poezi të zgjedhura, 2006

### Proza
- Shëtitje nëpër mjegull, 1971 (Spacer we mgle, opowiadania).
- Mëngjesi i një pasditeje, 1978
- Marshi i kërmillit, 1994
- Dyert e heshtjes, 2001 (Wrota milczenia)
- Alpinisti, 2004
- Varrë, 2012
- Hije në grila : tregime, 2020

## Tłumaczenia polskie
- Wiersze, Wyd. Pogranicze, tł. Mazllum Saneja, Sejny 1999. ISBN 83-86872-07-1.